# Manhay (album)
Manhay is het vijfde studioalbum van Daan Stuyvens soloproject DAAN. Het werd in 2009 uitgebracht. Op het album staan de bekende nummers Exes en Icon, die beiden een top 20 plaats haalden in de Ultratop 50.

## Achtergrond

### Onderscheidingen
Manhay kreeg een gouden plaat in België. Ook kreeg het album een MIA-nominatie. De award ging echter naar Absynthe Minded.

## Nummers
De tracklist van Manhay: 
1. Exes
2. Your Eyes
3. Brand New Truth
4. Icon
5. Friendly Fire
6. Crawling Form The Wreck
7. Bad Boy, Bad Girl
8. Radio Silence
9. A Great Retrieve
10. Decisions
11. Beauty Calls Collect
12. The Stealing Kid